# Локана
Локана (італ. Locana, п'єм. Locan-a) — муніципалітет в Італії, у регіоні П'ємонт,  метрополійне місто Турин.
Локана розташована на відстані близько 570 км на північний захід від Рима, 45 км на північний захід від Турина.
Населення — 1538 осіб (2014).
Щорічний фестиваль відбувається 8 вересня. Покровитель — Natività di Maria Vergine.

## Демографія
Населення за роками:

Станом на 1 січня 2023 року в муніципалітеті офіційно проживали 54 іноземці з 10 країн, серед них 43 громадяни країн Євросоюзу.

## Сусідні муніципалітети
- Кантоїра
- К'яламберто
- Коассоло-Торинезе
- Коньє
- Коріо
- Монастеро-ді-Ланцо
- Ноаска
- Рибордоне
- Ронко-Канавезе
- Спароне